# Rick Bonadio
Ricardo "Rick" Bonadio (São Paulo, 21 de junio de 1969) es un productor musical y compositor brasileño, creador y director de las gravadoras Arsenal Music y Midas Music. Es conocido por producir artistas como Rodolfo & ET, Mamonas Asesinas (cuyo disco era llamado de 'Creuzebek'), Charlie Brown Jr., Fresno, NxZero, Tihuana, CPM 22, Rouge, Luiza Possi, Rebeldes, Pepê y Neném, Titãs, Ira!, Art Popular, Manu Gavassi, Negra Li, De la Lou y muchos otros.

## Carrera
Además de productor musical y compositor, también fue jurado del programa Popstars, en el SBT, exhibido en dos temporadas. La primera, en 2002, en donde se forma la banda pop femenina Rouge, la cual terminó en 2005. La segunda temporada, en 2003, reveló a la banda pop masculina Br'oz. Aún en la televisión, es productor musical del cuadro Mira mi Banda, del Caldeirão del Huck, exhibido por la Red Globo, donde bandas iniciantes son ayudadas por el cuadro para poder llegar al estrellato. Entre 1998 y 2002, Bonadio fue director general y artístico de la división brasileña de la gravadora Virgin Records, cuya operación brasileña fue posteriormente absorbida por la EMI Music. En 2001, poco antes de dejar el cargo, creó la gravadora y productora Arsenal Music, responsable por bandas como Fresno, NxZero, Tihuana, CPM 22 y Hateen, entre otras. El catálogo de la gravadora fue distribuido por la Sony Music entre 2001 y 2005, cuando la operación fue asumida por la Universal Music.
En 2011, fue jurado del programa Ídolos, de la Red Récord, junto de Luiza Possi y Marco Camargo. En 2012 vende definitivamente a Arsenal Music para la Universal Music, transfiriendo los artistas para allá y dando fin a la gravadora. El mismo año crea su nueva gravadora propia, la Midas Music. En 2013 estrenó el 'reality show musical Fábrica de Estrellas, en el Multishow donde reveló el grupo Girls.

## Vida personal
Hijo de una modista y de un dueño de taller de autos, Rick se casó con Suseth Marcellon, con quién ha tenido dos hijos, Gabriela y Leonardo. Actualmente está casado con la coreógrafa Paula Peixoto.

## Polémicas
Una integrante de la banda Girls presionó a Rick Bonadio en su red social por falta de divulgación de la banda. Poco tiempo después la banda llegó a su fin.

## Filmografía
| Año       | Título               | Cargo    | Nota                                         |
| --------- | -------------------- | -------- | -------------------------------------------- |
| 2002–2003 | Popstars             | Jurado   |                                              |
| 2002      | Rouge: La Historia   | Jurado   |                                              |
| 2008      | Por Toda Mi Vida     | Él mismo | "Mamonas Asesinas" (Temporada 2; Episodio 1) |
| 2008–2009 | Mira mi Banda        | Él mismo | Cuadro del Caldeirão del Huck                |
| 2011      | Ídolos               | Jurado   | 6ª temporada                                 |
| 2013      | Mujeres Ricas        | Él mismo | (Temporada 2; Episodio 3).                   |
| 2013      | Fábrica de Estrellas | Jurado   |                                              |

## Producciones

### Álbumes
| Año  | Artista                         | Álbum                                                         |
| ---- | ------------------------------- | ------------------------------------------------------------- |
| 1991 | Rescate                         | Vida, Jesus & Rock'n'Roll                                     |
| 1992 | Brother Simion                  | Brother                                                       |
| 1992 | Katsbarnea                      | Cristo o Barrabás                                             |
| 1993 | Rescate                         | Nuevos Rumbos                                                 |
| 1995 | Mamonas Asesinas                | Mamonas Asesinas                                              |
| 1997 | Charlie Brown Jr.               | Transpiração Continua Prolongada                              |
| 1998 | Mamonas Asesinas                | Atención, Creuzebek: a Bajaría Continúa!                      |
| 1998 | ET & Rodolfo                    | Rodolfo & ET                                                  |
| 1999 | Charlie Brown Jr.               | Precio Corto... Plazo Largo                                   |
| 2000 | Rescate                         | Praise                                                        |
| 2000 | El Surto                        | Todo el mundo Doido                                           |
| 2002 | Rouge                           | Rouge                                                         |
| 2002 | Rouge                           | Rouge Remixes                                                 |
| 2002 | Luiza Possi                     | Yo Soy Así                                                    |
| 2002 | LS Jack                         | V.I.B.Y.: Vibraciones Inteligentes Beneficiando la Existencia |
| 2003 | Rouge                           | C'est La Vie                                                  |
| 2003 | Br'oz                           | Br'oz                                                         |
| 2003 | Tihuana                         | Aquí o en Cualquier Lugar                                     |
| 2003 | LS Jack                         | Todo Otra Vez                                                 |
| 2004 | Luiza Possi                     | Pro Mundo Llevar                                              |
| 2004 | Br'oz                           | Según Acto                                                    |
| 2004 | Rouge                           | Blá Blá Blá                                                   |
| 2004 | Ira!                            | Acústico MTV                                                  |
| 2004 | Iara Negrete                    | Iara Negrete Canta Divas - Acústico                           |
| 2004 | Charlie Brown Jr.               | Tamo ahí en la Actividad                                      |
| 2005 | CPM 22                          | Felicidad Instantánea                                         |
| 2005 | Charlie Brown Jr.               | Imunidade Musical                                             |
| 2005 | Rouge                           | Mil y Una Noches                                              |
| 2005 | Tihuana                         |                                                               |
| 2006 | CPM 22                          | Ciudad Ceniza                                                 |
| 2006 | Nx Cero                         | NX Cero                                                       |
| 2006 | Rastaclone                      | Rastaclone                                                    |
| 2006 | Varios artistas                 | Voy A Quitar Usted De ese Lugar: Tributo a Odair José         |
| 2006 | Hateen                          | Procedimientos de Emergencia                                  |
| 2006 | Tihuana                         | Un Día de Cada Vez                                            |
| 2006 | Sérgio Britto                   | Yo Soy 300                                                    |
| 2007 | Ira!                            | Invisible DJ                                                  |
| 2007 | CPM 22                          | MTV En vivo                                                   |
| 2007 | Nathalia Siqueira               | Country Star                                                  |
| 2008 | Fresno                          | Redención                                                     |
| 2008 | Nx Cero                         | Ahora                                                         |
| 2008 | Nathalia Siqueira               | Nathalia Siqueira - En vivo                                   |
| 2008 | Tulio Dek                       | Lo que se Lleva de la Vida, es la Vida que se Lleva           |
| 2009 | Gloria                          | Gloria                                                        |
| 2009 | Mamonas Asesinas                | One: 16 Hits                                                  |
| 2009 | Nx Cero                         | Siete Llaves                                                  |
| 2009 | Titãs                           | Sacos Plásticos                                               |
| 2009 | Charlie Brown Jr.               | Camisa 10 (Juega Balón Hasta en la Lluvia)                    |
| 2010 | Strike                          | Hiperativo                                                    |
| 2010 | Nx Cero                         | Proyecto Paralelo                                             |
| 2010 | Fake Number                     | Fake Number                                                   |
| 2010 | Manu Gavassi                    | Manu Gavassi                                                  |
| 2010 | Fresno                          | Revancha                                                      |
| 2011 | Nx Cero                         | Multishow En vivo: Nx Cero 10 años                            |
| 2011 | Rebeldes                        | Rebeldes                                                      |
| 2011 | Mamonas Asesinas                | Pelados en Santos                                             |
| 2012 | Elenco de Julie y los Fantasmas | Julie y los Fantasmas                                         |
| 2012 | Rebeldes                        | Rebeldes - En vivo                                            |
| 2012 | Negra Leí                       | Todo de Nuevo                                                 |
| 2012 | Rebeldes                        | Mi Jeito, Su Jeito                                            |
| 2013 | Banda Marília Gabriela          | Banda Marília Gabriela - EP                                   |
| 2013 | Nx Cero                         | En Común                                                      |
| 2013 | Manu Gavassi                    | Clichê Adolescente                                            |
| 2013 | Planta & Raíz                   | De Sol a Sol / Bora Vivir                                     |
| 2013 | Girls                           | Girls                                                         |
| 2013 | Aeileen                         | Aeileen                                                       |

### Rangos individuales
| Año              | Artista                     | Rangos                                | Álbum          |
| ---------------- | --------------------------- | ------------------------------------- | -------------- |
| 2013             | Fernando & Sorocaba         | "Vuela, Vuela"                        |                |
| 2013             | Rouge                       | "Todo es Rouge"                       |                |
| 2013             | Rouge                       | "Todo Otra Vez"                       |                |
| 2013             | Negra Li & Luciana Andrade  | "Monkey See Monkey Del"               |                |
| 2013             | Fiuk                        | "Yo No Soy Normal" (part. Thiaguinho) | Vuelca-Amplia  |
| 2013             | Fiuk                        | "Para Comenzar" (part. Rappin Hood)   | Vuelca-Amplia  |
| 2013             | Di Ferrero & Manu Gavassi   | "HashTag"                             |                |
| 2013             | Sambô                       | "Conexión"                            |                |
| 2013             | Luiza Possi                 | "Letra y Música" (part. Projota)      | Dos (Con)Pasos |
| Lorenzo Carvalho | "Understand?" (part. Girls) |                                       |                |
| 2012             | De la Lou                   | "La Noche"                            |                |

- Datos: Q10361310